# Esoteric Emotions – The Death of Ignorance
Esoteric Emotions – The Death of Ignorance ist das erste und einzige Demoband der britischen Band Esoteric.

## Geschichte
Die Band spielte das Demoband Esoteric Emotions – The Death of Ignorance in den Rich Bitch Studios in Birmingham vom 26. bis zum 30. Juli 1993 ein. Für die Aufnahme nutzte die Band günstig gebraucht erstandene Effektgeräte. Gitarreneffektpedale der Firma BOSS wie Flanger, Delay, Phaser und ein Multi-Effekt-Gerät der Firma Zoom. Für den Bass wurde ein Multi-Effekt der Firma BOSS genutzt. Als Tontechniker brachte sich Alex Tepper ein. Aufgrund der Kosten behielt die Gruppe nicht das Masterband, versandt und vertrieb lediglich die als Musikkassetten produzierten Kopien des Demos. Die Gestaltung des Begleitmaterials übernahm der Gitarrist Simon Phillips, der auch das erste Bandlogo entwarf.
Das Demo wurde in den folgenden Jahren zu einem begehrten Sammlerobjekt. Wiederveröffentlichungen erschienen 2000 und 2017. Im Jahr 2000 erschien eine inoffizielle CD-R-Version des Albums, im Jahr 2017 eine aufbereitete CD-Variante über Aesthetic Death Records. Ein Vertrieb als Musikdownload wurde indes über Bandcamp von der Band angeboten. Nachdem die Band bis zum Jahr 1999 mehrfach von Fans um ein Exemplar des Demos gebeten wurde, ließ die die Gruppe es im Jahr 2000 Tom Kvålsvoll von der norwegischen Band Paradigma in den Strype Audio Studios in Oslo für die kleine inoffizielle Neuauflage mastern und vertrieb das Demo als CD-R ohne Werbung auf Anfrage. Zuvor hegte die Band kein Interesse an einer Überarbeitung und Neuauflage, da die Musik nicht mehr dem Status der Band entspreche und die Aufnahmen, in Ermangelung der Masterbänder, nur unzureichend überarbeitet werden konnten. Im Jahr 2017 erschien Esoteric Emotions – The Death of Ignorance dann in einer von Chandler selbst remasterten Variante als reguläre Veröffentlichung, nachdem sich Online-Händler an dem Demo bereicherten.

„I think the final push to re-release it came after we noticed some unscrupulous bastards bootlegging CD-R versions of the demo on Discogs at quite an unreasonable price. This is both stealing from the band and ripping off fans of the band.“

„Ich denke, der letzte Anstoß zur Wiederveröffentlichung kam, nachdem wir bemerkten, dass einige skrupellose Bastarde CD-R-Versionen der Demo auf Discogs zu einem ziemlich unangemessenen Preis bootlegten. Das ist sowohl Diebstahl von der Band als auch Abzocke der Fans der Band.“

Aufbauend auf der Gestaltung des originalen Begleitmaterial entwarf Meriel Longmore eine weitere Gestaltung. Als Layouter brachte sich der belgische Musiker Stijn van Cauter ein.

## Albuminformationen
Das 1993 erstmals veröffentlichte Album enthält acht separate Stücke, die auf einer Musikkassette eine Gesamtspielzeit von 1:17:43 Stunden haben. Der Gitarrist Simon Phillips übernahm die grafische Aufbereitung des Begleitmaterials. Neben Phillips bestand die Band zur Zeit der Aufnahme aus dem Sänger Greg Chandler, dem Keyboarder und Gitarristen Gordon Bicknell, dem Gitarristen Stuart Blenkinsop, dem Bassisten Bryan Beck und dem Schlagzeuger Darren Earl.

### Stil
Esoteric spielte auf Esoteric Emotions – The Death of Ignorance einen Funeral- und Death-Doom, der für die Zeit der Veröffentlichung als „sehr heavy, originell und experimentell“ beurteilt wurde. Entsprechend gilt das Demo als Zeugnis der Zeit als frühe Veröffentlichung des Death- und Funeral-Doom. Die Texte sind dabei geprägt von Misanthropie, Träumen, Isolation und psychedelischen Erfahrungen.
Als Einfluss auf die Musik benannte Chandler frühe Death-Metal- und Death-Doom-Bands wie Autopsy, Morbid Angel, My Dying Bride und Cathedral. Basierend auf diesen Einflüssen war die Gruppe bestrebt, „etwas Extremes“ zu kreieren. Als weitere Einflüsse wurden Vertreter der Psychedelic Rock, des Dark Ambient, des Post-Industrials sowie des Industrial Metals benannt. Als solche Einflussfaktoren erwähnte Chandler die Interpreten Pink Floyd, Spacemen 3, Monster Magnet, King Crimson, In Slaughter Natives, Raison d’être, Skinny Puppy, GGFH und Godflesh.
Die Musik des Demos wurde von Kostas Panagiotou für Doom-Metal.com als „extrem langsame, schwere und monotone Musik mit einigen psychedelischen Effekten und stark verzerrtem Gesang“ beschrieben. Damit beinhalte die Musik schon alle Bestandteile die später für Esoteric kennzeichnend wurden. Für Powermetal.de schrieb Björn Backes, dass es der Gruppe gelänge „die Grundidee des Doom Metals“ der Entstehungsphase in den frühen 1990er Jahren zu erfassen. Hierzu zog er Vergleiche zu My Dying Bride, Paradise Lost und Anathema.

„[D]ie Songs sind durchweg in Überlänge gehalten, navigieren aber ohne große Längen durch ihren sehr eigenwilligen Mixx [sic!] aus düsterer Riffkunst und monumentalen, meist epischen, aber dennoch sperrigen Melodien.“

### Wahrnehmung
Das Demo wird in der Rezeption als eine der frühen Veröffentlichungen des Doomcore/Extreme Doom, Death Doom und Funeral Doom beurteilt. Esoteric Emotions – The Death of Ignorance sei so „ein Relikt des Undergrounds, aus dem sich die Band bis heute nicht herausbewegen konnte“. Kritisiert wurde, dass es der Band noch nicht gelänge die songschreiberische Qualität späterer Veröffentlichungen zu erreichen. Besonders lobend hervorgehoben wurden Haptik und Gestaltung der Aufbereitung der Wiederveröffentlichung über Aesthetic Death Records.